# Ozora
Ozora è un comune dell'Ungheria centro-meridionale di 1 767 abitanti (dati 2001). È situato nella contea di Tolna.
Questo piccolo paesino è diventato molto noto a partire dal 2005 per un festival di musica psichedelica (psy-trance) che si tiene nelle sue vicinanze, festival chiamato appunto O.Z.O.R.A. festival.
Questo festival ha avuto luogo per la prima volta nell'estate del 1999 sotto il nome di SOLIPSE (da solar eclipse) in occasione dell'ultima eclissi solare del XX secolo, per poi ripresentarsi nel 2004 con il nome di SONAR PLEXUS e da qui in poi ogni agosto con il nome O.Z.O.R.A. 
Ogni anno migliaia di neo-hippie ed appassionati di arti psichedeliche si ritrovano tra le verdeggianti valli vicino ad Ozora per celebrare, condividere e festeggiare tutti insieme.